# 併用
| ウィキペディアには「併用」という見出しの百科事典記事はありません（タイトルに「併用」を含むページの一覧/「併用」で始まるページの一覧）。 代わりにウィクショナリーのページ「併用」が役に立つかもしれません。 |